# 장인남
장인남(張仁南, 1949년 10월 30일 ~ )은 대한민국 출신의 교황청 외교관이자 대주교이다. 2002년 대한민국 출신으로서는 처음으로 교황대사로 서임되어, 방글라데시 주재 교황대사를 지냈다. 이후 차례로 우간다, 태국, 네덜란드 주재 교황대사를 역임하고 있다. 세례명은 바오로이다.

## 생애
1949년 충청북도 청주에서 태어나 1976년 대건 신학대학(현 광주가톨릭대학교) 졸업하고 사제 서품을 받았다. 같은 해 청주교구 교현동 성당 보좌신부로, 1978년 한국천주교중앙협의회 사무차장에 부임하였다. 1985년에는 교황청 라테라노 대학 신학박사 및 외교관 학교 교회법 석사 학위를 받았다. 같은 해 엘살바도르 교황대사관 2등 서기관에, 이듬 해에는 몬시뇰에 임명되었다. 1988년 에티오피아 교황대사관 1등 서기관, 1991년 시리아 교황대사관 1등 서기관, 1994년  프랑스 교황대사관 2등 참사관, 1997년 그리스 교황대사관 1등 참사관, 2000년 벨기에 교황대사관 1등 참사관의 직위를 거쳤다. 2002년 Amantia의 명의 대주교로 주교 서품을 받았다.
2002년 10월 19일 방글라데시 교황대사 임명되어 이듬해 1월에 부임하였다. 2007년 8월 27일에는 우간다 교황대사로 임명되어 10월에 부임하였고, 2012년에는 태국 교황대사로 임명되었는데, 이는 미얀마, 라오스의 교황사절을 겸임하는 것이다. 2017년에는 미얀마와 교황청의 공식 국교가 맺어짐에 따라, 초대 미얀마 교황대사로 임명되었으며, 라오스의 교황사절직은 유지하였다.